# 舒偉俊
舒偉俊（?—?），字石逸，江西省豐城縣人，清末翰林，同進士出身。
光緒三十年，會試第171名；殿試登進士三甲第21名，改翰林院庶吉士，散館授檢討。後進入日本法政大學速成班第五科。